# ريما باتالوفا
ريما باتالوفا، (بالروسية: Рима Акбердиновна Баталова)، هي رياضية بارالمبية من روسيا تنافس بشكل رئيسي في سباقات المسافات المتوسطة، فئة T12.

## السيرة الشخصية
شاركت باتالوفا في ست ألعاب أولمبية لذوي الاحتياجات الخاصة، حيث شاركت لأول مرة عضواً في فريق الاتحاد السوفيتي في دورة الألعاب البارالمبية الصيفية لعام 1988 وفازت بالميداليات الذهبية في سباقات 1500 متر و200 متر، والبرونزية في سباق 300 متر. في برشلونة عام 1992، شاركت عضواً من الفريق الموحد وفازت بأربع ميداليات ذهبية أخرى في 200 متر و 400 متر و 800 متر و 1500 متر بالإضافة إلى فضية سباق 100 متر ولم تفز بأي ميدالية في سباق 300 متر. في جولتيها التاليتين عامي 1996 و2000، لم تهزم بل فازت بـ 7 ميداليات ذهبية، بما في ذلك الدفاع عن ألقابها المسجلة في سباقيّ 800 متر و 1500 متر. في عامي 2004 و2008 ، شاركت فقط في سباقي 800 متر و 1500 متر لكنها لم تتمكن من تحقيق نفس المجد، إذ حصلت على ميدالية فضية وبرونزية فقط في عام 2004 ولا شيء في عام 2008 ما رفع رصيدها الأولمبي إلى 13 ذهبية و 2 فضية وبرونزية.  